# A veréb is madár
A veréb is madár 1968 nyarán forgatott, 1969-ben bemutatott színes, magyar szatirikus filmvígjáték Kabos László kettős főszereplésével. Rendező: Hintsch György.

## Cselekmény
|  | Alább a cselekmény részletei következnek! |

Holló Sándor az 1953-as Budapest–Bécs kerékpárverseny határ előtti szakaszán csellel besorol a versenyzők közé, és így sikerül disszidálnia. Itthon marad azonban ügyefogyott, élhetetlen ikertestvére, Zoltán, aki vállalati kisemberként semmire se vitte, de van egy ígéretes találmánya, amellyel a munkahelyén házal. Amikor a disszidens Sándor 15 év után, befutott kaliforniai üzletemberként hazalátogat a luxuskocsiján, nagyképűen meséli testvérének, milyen jól megy kint a sora – ráadásul rögtön magába bolondítja Zoli szerelmét, Szöszit (Piros Ildikó). Zoli dühében ellopja alvó testvére amerikai útlevelét és – akaratlanul – a csekkbélyegzőjét is, majd ő megy Sándorként saját menyasszonyával balatoni víkendre, hogy valutás szórakozások és rongyrázó költekezések közepette szerelmét visszahódítsa. Ezután Bécsbe autózik, hogy találmányát ott hasznosítsa, majd egy luxushotelben közelebbről megismerkedik sógornőjével, Helénnel (Medveczky Ilona). Ezalatt a csőbe húzott és útlevél nélkül Pesten rekedt Sándor Zoltiként Szöszivel enyeleg. A szálak összekuszálódásából fakadó fergeteges bonyodalmak után a helyzet megoldódik: Sándor visszakapja az útlevelét és a bélyegzőjét, Helén eljön érte Budapestre, Szöszi pedig visszatalál az igazi Zoltihoz. Végül négyesben indulnak el a hegyeshalmi határra, de Zoltiék mégsem távoznak velük Nyugatra, hanem jó állampolgárként itthon maradnak, csupán az a kérésük a vámtiszt – a hivatalos Magyarország – felé, hogy ezentúl kezeljék őket is úgy, mintha csak hazalátogattak volna.
|  | Itt a vége a cselekmény részletezésének! |

## Szereplők
- Kabos László – Holló Zoltán / Holló Sándor (Mr. Helló)
- Piros Ildikó – Szöszi
- Medveczky Ilona – Helén
- Szirtes Ádám – vállalati igazgató
- Deák B. Ferenc, Kállai Ferenc, Kautzky József, Kozák László, Szendrő József – vállalati munkatársak
- Gór Nagy Mária – Éva, vállalati titkárnő
- Buss Gyula – a margitszigeti Nagyszálló főportása
- Gálcsiki János – a Nagyszálló portása
- Csurka László – a balatoni szálloda titkára
- Abody Béla – konferanszié a balatoni sztriptízbárban
- Inke László – bécsi igazgató
- Pethes Ferenc – vadász
- Verebély Iván – Csend László, őrült filmrendező
- Suka Sándor – rendőr alhadnagy
- Pethes Sándor – nyelvtanár
- Szécsi Pál – Holló Sándor bécsi magyar barátja, Helén alkalmi fiúja
- Jámbor Katalin – Lenke
- Berényi Ottó – főpincér
- Verebes Károly – vegyész
- Makláry János – művezető
- Misoga László – vállalati portás
- Zentay Ferenc – autós úr
- Basilides Zoltán – ápoló az ideggyógyászaton
- Gobbi Hilda – ruhaszalon vezetője (Rotschild Klára szerepében)
- Kollár Béla – hegyeshalmi határőr
- Kovács János – a Nagyszálló kapuügyeletese
- Komlós András – a balatoni szálloda éjszakai portása
- Bárdy György – kerékpáros versenyt közvetítő riporter hangja

További szereplők: Dániel Vali, Perlaki István, Somogyvári Pál és sokan mások.

## Érdekességek
- A film Magyarországon óriási közönségsiker volt, de a baráti szocialista országokban – ideológiai okokból – évekig nem mutatták be.
- Az amerikai kocsit (Ford Thunderbird) valódi tulajdonosa, Medveczky Ilona úgy adta kölcsön a forgatáshoz, ha ő is szerepet kap a filmben.[1]
- A „tihanyi” szálló valójában a füredi Annabella, de a tóparti lovasjelenet Tihanyban játszódik.
- A „valutás” strand a film túlzása, ilyesmi nem létezett. Valutás sztriptízbár viszont tényleg volt a luxushotelekben, nem csak nyugati vendégek számára.
- A film címdalában a női vokál Mary Zsuzsi.

## Forgatási helyszínek
Hegyeshalom (határátkelő), 1-es út, M7-es autópálya, Budapest (több helyszín), Balatonfüred, Tihany, Leányfalu (benzinkút), Bécs

## Televíziós megjelenés
MTV1, m1, M1, MTV2, m2, M2, Duna TV, Debreceni VTV, Nyíregyházi VTV, TV2 (1. logó), RTL Klub, Filmmúzeum, Humor 1, Duna World, M3, Mozi+, M5, ATV, Hír TV, Magyar Mozi TV